# Frank Türkowsky
Frank Türkowsky (* 14. April 1959 in Görlitz) ist ein ehemaliger deutscher Funktionär der Freien Deutschen Jugend (FDJ).

## Leben
Türkowsky wurde 1959 als Sohn eines Musikers in der Oberlausitzer Kreisstadt Görlitz geboren. Nach dem Besuch von Polytechnischer Oberschule und Erweiterter Oberschule absolvierte er im Jahr 1977 das Abitur; seit 1973 war er Mitglied der Freien Deutschen Jugend. Nach der Ableistung des Wehrdienstes in der Nationalen Volksarmee von 1977 bis 1980 wirkte er in den Jahren 1980/81 als Instrukteur in der FDJ-Kreisleitung Görlitz mit, bevor er – nach einem Lehrgang an der SED-Bezirksparteischule Dresden (1981/82) – von 1982 bis 1985 deren 1. Sekretär war. 1978 wurde er Mitglied in der SED.
Nachdem er ein Studium an der Pädagogischen Hochschule Dresden (1985–88) als Diplom-Gesellschaftswissenschaftler abgeschlossen hatte, war er ab 1988 2. Sekretär und von August bis November 1989 als Nachfolger von Christine Feiks 1. Sekretär der FDJ-Bezirksleitung Dresden. Im November 1989 trat er die Nachfolge von Eberhard Aurich als Erster Sekretär des Zentralrates der FDJ an, eine Position, die er bis zum Kongress am 27. und 28. Januar 1990 in Brandenburg zur Bildung eines neuen sozialistischen Jugendverbandes innehatte, auf dem die 25-jährige Birgit Schröder als neue FDJ-Vorsitzende gewählt wurde. Danach war er bis 1992 in der Dresdner Bezirksleitung der SED-PDS tätig, bevor er sich gänzlich aus der Politik zurückzog.
Frank Türkowsky ist verheiratet, Vater zweier Kinder und in Görlitz als selbständiger Unternehmer in der Versicherungsbranche tätig.